# Curtis Stevens
Curtis Palmer Stevens (Lake Placid, 1 de junio de 1898-Saranac Lake, 15 de mayo de 1979) fue un deportista estadounidense que compitió en bobsleigh. Participó en los Juegos Olímpicos de Lake Placid 1932, obteniendo una medalla de oro en la prueba doble.

## Palmarés internacional
| Juegos Olímpicos | Juegos Olímpicos             | Juegos Olímpicos | Juegos Olímpicos |
| Año              | Lugar                        | Medalla          | Prueba           |
| ---------------- | ---------------------------- | ---------------- | ---------------- |
| 1932             | Lake Placid (Estados Unidos) | Medalla de oro   | Doble            |